# Pleurobema irrasum
Pleurobema irrasum är en musselart som beskrevs av Lea. Pleurobema irrasum ingår i släktet Pleurobema och familjen målarmusslor. Inga underarter finns listade i Catalogue of Life.